# Klin (województwo mazowieckie)
Klin – osada w Polsce położona w województwie mazowieckim, w powiecie makowskim, w gminie Krasnosielc.